# Chartrier-Ferrière
Chartrier-Ferrière is een gemeente in het Franse departement Corrèze (regio Nouvelle-Aquitaine) en telt 325 inwoners (2005). De plaats maakt deel uit van het arrondissement Brive-la-Gaillarde.

## Geografie
De oppervlakte van Chartrier-Ferrière bedraagt 15,1 km², de bevolkingsdichtheid is 21,5 inwoners per km².
De onderstaande kaart toont de ligging van Chartrier-Ferrière met de belangrijkste infrastructuur en aangrenzende gemeenten.

## Geschiedenis
Het dorp werd in 1975 door een bedrijf volledig opgekocht om tot een vakantiedorp te worden omgevormd. Na de overname van dit bedrijf door een grote bedrijf in 2013 werd het dorp in 2015 in te koop gezet voor € 369.250.

## Demografie
Onderstaande figuur toont het verloop van het inwonertal: